# Polytrichadelphus giganteus
Polytrichadelphus giganteus är en bladmossart som beskrevs av Mitten 1869. Polytrichadelphus giganteus ingår i släktet Polytrichadelphus och familjen Polytrichaceae. Inga underarter finns listade i Catalogue of Life.